# Кашаљ
Ако сте тражили место у Србији, погледајте Кашаљ (Нови Пазар).
Кашаљ представља напрасну, често са понављањем, спазмодичку контракцију плућне шупљине, која исходује снажним избацивањем ваздуха из плућа, и обично је пропраћена посебним звуком.